# Za jakie grzechy
Za jakie grzechy (ang. New in Town) – kanadyjsko-amerykańska komedia romantyczna z 2009 roku w reżyserii Jonasa Elmera. Wyprodukowany przez Lionsgate.
Światowa premiera filmu miała miejsce 29 stycznia 2009 roku. W Polsce premiera filmu odbyła się 24 kwietnia 2009 roku.

## Opis fabuły
Ambitna i piękna Lucy Hill (Renée Zellweger) jest menadżerką w dużej firmie w Miami. Kobieta całkowicie poświęciła się pracy. Teraz ma przeprowadzić restrukturyzację podupadającego zakładu, który znajduje się w Minnesocie. Dopiero na prowincji Lucy uczy się, czym naprawdę jest życie.

## Obsada
- Renée Zellweger jako Lucy Hill
- Harry Connick Jr. jako Ted Mitchell
- Siobhan Fallon Hogan jako Blanche Gunderson
- J.K. Simmons jako Stu Kopenhafer
- Frances Conroy jako Trudy Van Uuden
- Hilary Carroll jako Kimberley
- Barbara James Smith jako Joan
- Nancy Drake jako Flo Kopenhafer
- Mike O'Brien jako Lars Ulstead
- Ferron Guerreiro jako Roberta "Bobby" Mitchell
- James Durham jako Rob Deitmar
- Robert Small jako Donald Arling

i inni